# Етолін (острів)
Острів Етолін — острів на архіпелазі Олександра на південному сході Аляски, США на 56°05′52″ пн. ш. 132°21′37″ зх. д. / 56.09778° пн. ш. 132.36028° зх. д.. Він розташований між островом Принца Уельського на заході та материком Аляски на сході. Він лежить на південний захід від острова Врангеля. Уперше він був нанесений на мапу в 1793 році Джеймсом Джонстоном, одним з офіцерів Джорджа Ванкувера під час його експедиції 1791-95 років. Він лише намалював її південно-західне та східне узбережжя, не усвідомлюючи, що це — острів. Спочатку його називали островом герцога Йорка, але був перейменований США після купівлі Аляски. Він названий на честь Адольфа Етоліна, губернатора російсько-американських колоній із 1840 по 1845 рік.
Острів — 30 миля (48 км) завдовжки та 10–22 милі (16–35 км) завширшки, з площею території 339,03 миля2 (878,08 км2), що робить його 24-м за величиною островом США. За даними перепису 2000 року, Етолін мав 15 осіб.
Він містить популяцію інтродукованих лосів. Весь острів лежить у межах національного лісу Тонгас. Південна частина острова офіційно визнана пустощю Південний Етолін.
Етолінське каное — це історичне каное-довбанка, знайдене незавершеним на острові, яке занесене до Національного реєстру історичних місць США.